# Struckia
Struckia är ett släkte av bladmossor. Struckia ingår i familjen Sematophyllaceae.
Kladogram enligt Catalogue of Life:
| Struckia | \| \| Struckia argentata \| \| \| \| \| \| Struckia zerovii \| \| \| \| |
|          | \| \| Struckia argentata \| \| \| \| \| \| Struckia zerovii \| \| \| \| |
|          | Struckia argentata                                                      |
|          |                                                                         |
|          | Struckia zerovii                                                        |
|          |                                                                         |